# Surjandarin
La província de Surjandarin (en uzbek: Surxondaryo viloyati, en rus: Сурхондарё вилояти, en persa: سرخان‌دریا) és una divisió administrativa (viloyati) de l'Uzbekistan, a l'extrem sud del territori uzbek, amb capital a la ciutat de Termez. Fa frontera amb el Turkmenistan, el Tadjikistan i l'Afganistan. Prop del 83% de la població són uzbeks i l'1% tadjiks. És banyada pel riu Amudarià i disposa de l'únic port fluvial de l'Àsia central, a Termez.